# كيفن فالنتاين
كيفن فالنتاين (بالإنجليزية: Kevin Valentine)‏ هو طبال أمريكي، ولد في 21 مايو 1956 في كليفلاند في الولايات المتحدة.

## وصلات خارجية
- كيفن فالنتاين على موقع ميوزك برينز (الإنجليزية)
- كيفن فالنتاين على موقع ديسكوغز (الإنجليزية)